# Direito humano à água e ao saneamento
O direito humano à água e ao saneamento ( DHAS) é um princípio que reconhece que a água potável e o saneamento são essenciais para a vida de todas as pessoas. Foi reconhecido como um direito humano pela Assembleia Geral das Nações Unidas no dia 28 de julho de 2010.
O DHAS foi reconhecido no direito internacional através de tratados de direitos humanos, declarações e outras normas. Alguns comentaristas derivaram o direito humano à água além da resolução da Assembleia Geral do Artigo 11.1 do Pacto Internacional sobre Direitos Económicos, Sociais e Culturais (PIDESC), tornando-o obrigatório sob o direito internacional. Outros tratados que reconhecem explicitamente o DHAS incluem a Convenção de 1979 sobre a Eliminação de Todas as Formas de Discriminação Contra as Mulheres (CEDAW) e a Convenção de 1989 sobre os Direitos da Criança (CDC). As primeiras resoluções sobre o DHAS foram aprovadas pela Assembleia Geral da ONU e pelo Conselho de Direitos Humanos da ONU em 2010. Reconheceram que havia um direito humano ao saneamento ligado ao direito humano à água, uma vez que a falta de saneamento reduz a qualidade da água a jusante, de modo que as discussões posteriores continuaram a dar ênfase a ambos os direitos juntos. Em julho de 2010 a Resolução 64/292 da Assembleia Geral das Nações Unidas (ONU) reconheceu o direito humano de receber serviços de água e saneamento seguros, acessíveis e limpos. Durante aquela Assembleia Geral, aceitou-se que, para a compreensão do gozo da vida e de todos os direitos humanos, a água potável segura e limpa, bem como o saneamento, seja reconhecido como um direito humano. A aceitação do acesso à água potável segura e limpa e ao saneamento como um direito humano gratuito na Resolução da Assembleia Geral (64/292) traz um importante controlo governamental mundial sobre o mesmo. A realização de uma vida produtiva e saudável transparecerá reconhecendo amplamente a importância do acesso a serviços de água e saneamento confiáveis e limpos.
Uma resolução revisada da ONU em 2015 destacou que os dois direitos eram separados, mas iguais.
A definição mais clara do direito humano à água foi emitida pelo Comité de Direitos Económicos, Sociais e Culturais das Nações Unidas no Comentário Geral 15, elaborado em 2002. Foi uma interpretação não vinculante de que o acesso à água era uma condição para o gozo do direito a um padrão de vida adequado, indissociavelmente relacionado ao direito ao mais alto padrão de saúde alcançável e, portanto, um direito humano. Ele declarou: "O direito humano à água dá a todos o direito a água suficiente, segura, aceitável, fisicamente acessível e acessível para uso pessoal e doméstico".
O DHAS obriga os governos a garantir que as pessoas possam desfrutar de água e saneamento de qualidade, disponíveis, aceitáveis, acessíveis e a preços acessíveis. A acessibilidade da água considera até que ponto o custo da água se torna inibitório de tal forma que exige que se sacrifique o acesso a outros bens e serviços essenciais. Geralmente, uma regra geral para a acessibilidade da água é que ela não deve ultrapassar 3-5% da renda das famílias. A acessibilidade da água leva em consideração o tempo gasto, a comodidade para chegar à fonte e os riscos envolvidos no trajecto até à fonte de água. A água deve ser acessível a todos os cidadãos, o que significa que a água não deve estar a mais de 1000 metros e deve estar dentro de 30 minutos. A disponibilidade de água considera se o abastecimento de água está disponível em quantidades adequadas, confiáveis e sustentáveis. A qualidade da água considera se a água é segura para consumo, inclusive para beber ou outras actividades. Para a aceitabilidade da água, ela não deve ter nenhum odor e não deve ser de nenhuma cor.
O PIDESC exige que os países signatários alcancem e respeitem progressivamente todos os direitos humanos, incluindo os de água e saneamento. Eles devem trabalhar de forma rápida e eficiente para aumentar o acesso e melhorar o serviço.